# Juli Inkster
Pour la ville du Dakota du Nord, voir Inkster.
Juli Inkster, née Simpson le 24 juin 1960 à Santa Cruz, est une golfeuse américaine.
Après une carrière amateur couronnée de trois titres lors de l'US Open féminin amateur. Bien qu'elle soit l'une des meilleures joueuses du circuit, comme le prouvent ses 7 titres Majeurs ou ses 31 victoires sur le circuit LPGA, elle n'a jamais réussi à terminer une saison à la première place du classement des gains, ses meilleurs résultats étant une deuxième place en 1999 et deux troisièmes places en 1986 et 2002.
Elle a toutefois été introduite dans le « Hall Of Fame » du golf en 2000. 

## Palmarès

### Solheim Cup
- participation en 1992, 1998, 2000, 2002, 2003, 2005, 2007, 2009 et 2011.
- 34 matchs disputés (15 victoires, 12 défaites, 7 nuls)
- Capitaine en 2015 et 2017 (victoires), en 2019 (défaite)[1]

### Majeurs
- LPGA Championship 1989, 1999, 2000
- Kraft Nabisco Championship 1984
- du Maurier Classic 1984*
- U.S. Open 1999, 2002

 *  L'Open du Canada féminin de golf, ou du Maurier Classic, était considéré jusqu'en 2000 comme l'un des majeurs du circuit LPGA.

### LPGA
- 1983 SAFECO Classic
- 1985 Lady Keystone Open
- 1986 Women’s Kemper Open, McDonald’s Championship, Lady Keystone Open, Atlantic City LPGA Classic
- 1988 Crestar Classic, Atlantic City LPGA Classic, SAFECO Classic
- 1989 Crestar Classic
- 1991 Bay State Classic
- 1992 JAL Big Apple Classic
- 1997 Samsung World Championship
- 1998 Samsung World Championship
- 1999 Welch's/Circle K Championship, Longs Drugs Challenge, Safeway LPGA Golf Championship
- 2000 Longs Drugs Challenge, Samsung World Championship
- 2001 Electrolux USA Championship
- 2002 Chick-fil-A Charity Championship
- 2003 LPGA Corning Classic, Evian Masters
- 2006 Safeway International Presented by Coca-Cola